# Albany (Oregon)
Pour les articles homonymes, voir Albany.
La ville d’Albany est le siège du comté de Linn, dans l’État de l’Oregon, aux États-Unis. Sa population s’élevait à 50 158 habitants lors du recensement de 2010, estimée à 54 453 habitants en 2018, ce qui en fait la 11e ville de l’État.

## Histoire
Les premiers Européens s’établirent sur le site d’Albany en 1846. La fondation « officielle » de la ville revient à Walter et Thomas Monteith, qui revendiquèrent le territoire en 1848 et baptisèrent la ville du nom de leur ville d'origine, Albany, la capitale de l’État de New York.
Albany devint le siège du comté de Linn en 1853 et fut incorporée en 1864.

## Géographie
Albany est située au confluent des rivières Willamette et Calapooia dans le centre-ouest de l'Oregon, à 16 km à l'est de Corvallis.

## Démographie
| Groupe            | Albany | Oregon | États-Unis |
| ----------------- | ------ | ------ | ---------- |
| Blancs            | 87,8   | 83,7   | 72,4       |
| Autres            | 5,2    | 5,3    | 6,2        |
| Métis             | 3,6    | 3,8    | 2,9        |
| Asiatiques        | 1,4    | 3,7    | 4,8        |
| Afro-Américains   | 0,7    | 1,8    | 12,6       |
| Amérindiens       | 1,2    | 1,4    | 0,9        |
| Océaniens         | 0,2    | 0,4    | 0,2        |
| Total             | 100    | 100    | 100        |
|                   |        |        |            |
| Latino-Américains | 11,4   | 11,8   | 17,37      |

Lors du recensement de 2010, la population latino-américaine est majoritairement composée de Mexicano-Américains, qui représentent 9,7 % de la population totale de la ville.
Selon l’American Community Survey, pour la période 2011-2015, 90,66 % de la population âgée de plus de 5 ans déclare parler anglais à la maison, alors que 6,86 % déclare parler l'espagnol et 2,49 % une autre langue.

## Économie
Autour d'Albany existent de nombreuses mines de métaux rares tels le zirconium, l'hafnium et le titane. L'agriculture est aussi un autre point fort de l'économie locale.

## Jumelages
- Albany (Australie)
- Tatsuno (Japon)

## Source
- (en) Cet article est partiellement ou en totalité issu de l’article de Wikipédia en anglais intitulé « Albany, Oregon » (voir la liste des auteurs).

1. ↑  (en) « Albany, OR Population - Census 2010 and 2000 », sur censusviewer.com (consulté le 2 mars 2016)
2. ↑  (en) « Population of Oregon - Census 2010 and 2000 », sur censusviewer.com (consulté le 2 mars 2016)
3. ↑  (en) « Profile of General Population and Housing Characteristics: 2010 », sur factfinder.census.gov (consulté le 2 octobre 2018).
4. ↑  (en) « Language spoken at home by ability to speak English for the population 5 years and over », sur factfinder.census.gov.